# Melin-Mannige, Honavar
Melin-Mannige là một làng thuộc tehsil Honavar, huyện Uttar Kannad, bang Karnataka, Ấn Độ.